# Affaire Angélique Six
L'affaire Angélique Six est une affaire criminelle française relative au meurtre d'Angélique Six.
L'affaire a pour point de départ la disparition inquiétante d'une adolescente de 13 ans, Angélique Six, le mercredi 25 avril 2018 après-midi, après avoir laissé chez elle un mot expliquant qu’elle allait voir des amies. Elle n’est jamais rentrée. Deux jours après, sa famille a organisé une battue dans le quartier de l’Agrippin, où elle réside, sans résultat.
Un suspect, David Ramault, âgé de 45 ans, est interpellé puis placé en garde à vue et écroué trois jours plus tard pour avoir tué la jeune adolescente. Il conduit ensuite lui-même les policiers au chemin forestier de Quesnoy-sur-Deûle, une des communes de Lille, à l’endroit où il avait abandonné le corps de la jeune fille. L'enquête a révélé que la victime a été violée avant de mourir par strangulation.
Une marche blanche a eu lieu en mai 2018 et une autre fin avril 2019 en mémoire d'Angélique Six.
Le 6 mai 2018, après ses obsèques à l'église Saint-Vaast de Wambrechies, Angélique est enterrée dans l'intimité des siens.

## La victime
Angélique Six, 13 ans, originaire de Wambrechies, les yeux bleus, des taches de rousseur et les cheveux blonds, mesure 153 cm. Elle est la fille de Corinne Six, mère au foyer, et de Frédéric qui ne travaille plus, arrêté par deux accidents cardiovasculaires successifs. Elle a été décrite par ses proches comme « une petite fille qui a toujours le sourire aux lèvres », « qui était toujours déterminée, pleine de vie, pleine d'ardeur ». « Angélique avait tellement d’énergie… Elle courait partout, elle sautait partout, toujours souriante », raconte Carine, une amie. Angélique a été décrite comme très fusionnelle avec sa sœur aînée Anaïs, ainsi qu'avec sa mère. Elle était scolarisée en cinquième au collège Flandre. Elle était la cadette de sa famille.

## L'auteur des faits
David Ramault, 45 ans, père de deux enfants, chauffeur de bus depuis 2014 dans la région lilloise, est inscrit au Fijais pour « des faits commis en 1994, qualifiés de viol avec arme, attentats à la pudeur aggravés et vol avec violence » en 1996,. Seule sa femme était au courant du passé de son époux, lequel lui aurait expliqué qu'il avait « juste violé une femme, avec des copains, en étant sous l'emprise d'alcool », d'après elle : il avait fait de la prison étant jeune car il avait violé une femme, pas une enfant dans ce qu'il lui avait dit. C’était un délire débile mais un délire de copains,.
Sa première victime était âgée de 13 ans. En rentrant du théâtre pour rejoindre sa mère, David R., qui avait le visage dissimulé sous un casque, l'agresse avec un couteau, avant de la violer. Il est arrêté puis jugé quinze jours plus tard. Le jour de son procès, il s'était « excusé » auprès de sa victime, ce qui est selon elle nettement insuffisant,,,. 
Un de ses collègues le décrit comme une personne discrète ; et une des amies de sa femme le décrit comme souriant, très calme, très posé, très agréable. Il disait toujours bonjour, avait toujours le sourire au visage : « Je ne l'ai jamais vu en colère. » Après le meurtre d'Angélique, elle a même affirmé « C’est vraiment un sentiment de trahison, de dégoût, de honte. Honte d’avoir pu être amie avec lui ». Les collègues du suspect témoignent également d'un sentiment de trahison.  
Une ancienne victime du suspect a eu un pressentiment quand elle a appris la mort d’Angélique,,.
Selon un témoignage, quelques jours avant le meurtre d'Angélique, David Ramault se serait exhibé devant des adolescents dans un bus,,,.

## Les faits

### Jour du meurtre
Le 25 avril 2018, Angélique disparaît. Ce jour-là, c’est également le jour de repos de David R. Il est seul chez lui, sa femme et ses enfants sont partis en vacances dans le sud de la France. 
Il s'est rendu à Lille où il a acheté dans un sex shop des pilules contre les troubles de l'érection et de la bière. En rentrant chez lui, il va absorber deux ou trois pilules ainsi que trois canettes de bière. Il regarde ensuite la télévision en début d'après-midi et finit par s'endormir. L'homme se réveille peu après, « dans un état second », et sort pour prendre un peu d'air.
En passant devant le jardin où se trouve la jeune fille, il prétexte avoir un colis à remettre à ses parents, et réussit à l'attirer chez lui. L’adolescente connaissait David R., qui était son voisin, et l'a donc suivi volontairement sans méfiance. Il l'emmène alors à son domicile, à quelques centaines de mètres de chez elle. Il la fait rentrer chez lui, lui offre à boire, et entame une discussion avec la jeune fille. Très rapidement, il en vient à lui poser des questions de plus en plus intimes. Face à cette conversation, Angélique cherche à partir ; mais l'homme l'en empêche. Elle commence ainsi à crier et à se démener. Il la maintient de force, au point où elle se cogne dans la table de séjour. David R. indique que lorsqu'elle a commencé à se débattre, il a compris qu'il fallait qu'il la tue. Il indique également que l'ensemble de toutes ces violences n'a pas duré plus d'un quart d'heure. 
Par la suite, il nettoie son logement, notamment des traces de sang, et se débarrasse du téléphone de la victime, de ses vêtements. Il dispose également de ses propres vêtements. L'individu place le corps de la jeune fille dans une valise qu'il dépose dans le coffre de sa voiture, puis commence à rouler. Vers 19 h 15 environ, il s'arrête en chemin pour acheter une pelle. Ensuite, le meurtrier se rend au sein de la commune où la jeune fille était l'après-midi même, et s'arrête à l'entrée du bois de celle-ci. Selon ses dires, l'emplacement choisi serait un hasard, et affirme ne pas connaître les lieux : il s'est arrêté à cet endroit là par coïncidence. Il tente de creuser un trou mais, n'y parvenant pas, il finit par dissimuler le corps de la jeune fille dans un fourré et l'y abandonne. 
Il revient ensuite chez lui où il écrit une lettre à sa femme, et une autre à ses enfants. Finalement, il ne les remet pas mais les place dans un classeur où elles seront découvertes,,,.

### Arrestation et aveux
Le témoignage d'un garçon de 10 ans a été crucial. Il a affirmé aux enquêteurs que le jour où Angélique a disparu, il a vu un homme adresser la parole à la victime. Grâce à un portrait fourni par cet enfant, les enquêteurs ont fait des recherches sur le Fijais et ont également interrogé les voisins. D'après les descriptions fournies par ce garçon et les voisins, David R. est rapidement identifié. Le suspect est promptement interpellé puis placé en garde à vue. Toujours selon ce même témoignage, l’adolescente aurait volontairement suivi l’individu en question (affirmation assurée par le parquet de Lille).
Au cours de ses auditions, David R. a « très rapidement avoué les faits », selon le procureur de Lille. D'après BFM TV, il aurait également affirmé l'avoir étranglée. Il a ensuite lui-même conduit les policiers, vers 1 h 30 du matin, à l’endroit « où il avait abandonné le corps de la jeune fille », poursuit le procureur de la République de Lille, Thierry Pocquet du Haut-Jussé,,.
Son avocat a évoqué son client comme « abattu, désemparé, bouleversé », étant « conscient de la gravité de ce qui lui a été reproché », affirmant également avoir conscience que « sa parole n'est pas audible » vis-à-vis de la situation,,.

### Menaces, dégradations et injures
Laetitia Ramault (infirmière), femme de l'intéressé pendant 16 ans, dit avoir rétrospectivement vécu avec un inconnu. Elle est depuis cible d'insultes et de menaces sur les réseaux sociaux, se concrétisant parfois par des actes réels : des inconnus s'en sont pris à sa maison, un jet de pierre a brisé une vitre de la façade, et sa maison s'est retrouvée sous scellés. Elle a porté plainte, et afin d'éviter toutes représailles et protéger ses enfants, a déménagé. Ils bénéficieront d'un soutien psychologique. Elle a choisi de se constituer partie civile, s'estimant elle aussi victime des agissements de son mari. De même, elle va entamer la procédure de divorce. Par ailleurs son mari a été placé en détention provisoire à l'isolement et a été transféré dans un hôpital psychiatrique pour détenus à Seclin, dans le Nord,,.
Elle évoque aussi « un acte impardonnable, monstrueux, et que bien évidemment son acte est juste prémédité »,.
Le 23 juin 2018, on apprend que la demande de constitution de partie civile de Laetitia a été rejetée. Son avocate décide de faire appel,,.
Près d'un an plus tard, l'épouse de David Ramault, meurtrier présumé d'Angélique, s'exprime. Elle explique notamment être « en reconstruction » après avoir vu sa vie s'effondrer avec la mise en examen de son ancien compagnon, bien que sa douleur ne soir rien comparée à celle de la famille d'Angélique. Concernant l'enquête, elle avance à ce moment-là prudemment. David R. voit des experts psychologiques et psychiatriques, et est auditionné par les juges d'instruction. Les enquêteurs cherchent cependant à savoir s'il aurait pu faire d'autres victimes pendant les vingt ans qui l'ont séparé de sa première condamnation.

## Suites judiciaires

### En prison
David R. est bien conscient des faits qui lui sont reprochés,.
En prison, il a écrit une lettre pour tenter d'expliquer son geste à son avocat avec des détails précis. Il décrit dans celle-ci la façon dont il a disposé du corps de la victime, affirmant avoir "déployé une énergie folle pour se sauver, tout en sachant que c’est peine perdue". Il semblait également avoir la volonté de tout avouer à sa femme, mais y aurait renoncé,,,. Ces extraits de la lettre du meurtrier présumé ont d'ailleurs mis en colère les parents de la victime. « Le sentiment qu’on a eu et qu’ils ont eu, c’est d’avoir ajouté de l’indécence à l’horreur », rapporte Audrey Jankielewicz, l'avocate de ces derniers,,,.
Le 4 juillet 2018, le meurtrier présumé est extrait de sa cellule de la prison de Sequedin pour se rendre dans sa maison familiale, et est emmené à son domicile à Wambrechies accompagné par des policiers et des BRI et des magistrats dans un but visiblement inconnu.
Le 29 avril 2019, David R. a été entendu pour la première fois, au palais de justice de Lille, par la juge d’instruction chargée du dossier de la mort d’Angélique Six. Ce premier interrogatoire est aussi préalable à une reconstitution,.
Le 24 avril 2020, Me Jankielewicz, l'avocat des parents et de la sœur d’Angélique, constate que la lenteur de la justice est injustifiée et inacceptable,.
En mars 2021, il est finalement annoncé que le procès du meurtrier présumé, qui doit se tenir devant la Cour d'Assises du Nord, est fixé aux dates du 16 au 19 novembre 2021. La circonstance aggravante de récidive légale a été retenue pour le viol, mais la préméditation de l'acte n'a pas été retenue lors de son jugement.

### Reconstitution
Le 24 mai 2019 débute la reconstitution dans la plaine de jeux de l’Agrippin, en présence de la famille de la victime et du principal suspect David R., arrivé sur les lieux menotté et casqué. L’enjeu de cette reconstitution est donc de confronter le récit du suspect à la réalité du terrain et aux preuves matérielles,. 

### Procès
Le procès de David Ramault s'ouvre le 16 novembre 2021 devant la Cour d'assises du Nord, il est jugé pour l’enlèvement, le viol et le meurtre d’Angélique Six.  
Dès le début du procès David Ramault demande pardon aux parents de la victime et reconnaît être « un monstre ». Il explique avoir été pris d'une "excitation soudaine" du fait notamment de sa consommation d'alcool peu avant le drame ; fait que conteste l'accusation, celle-ci affirmant qu'il avait imaginé un projet de viol, ce qui expliquerait pourquoi il a cherché à camoufler méthodiquement  les preuves (par exemple, en laissant son téléphone portable (et d'autres éléments matériels) à son domicile pour se débarrasser du corps de l'enfant, et ainsi éviter un traçage). Les débats se concentrent sur le fait que David Ramault n'aurait pas commis de faits répréhensibles entre sa sortie de prison en 2000 et le jour des faits, une période de 18 ans pendant laquelle il a semblé mener une vie tranquille. 
Les experts interrogés décrivent de manière concordante une personnalité dominatrice, perverse et présentant un risque de récidive élevé. Celui-ci reconnaît d'ailleurs avoir été fréquemment tourmenté par des fantasmes de viol, ainsi qu'une addiction à la pornographie et à la masturbation. Son ex-femme lui reproche de lui avoir menti tout au long de leur vie commune. La procureur de la République requiert la peine maximale, soit la réclusion criminelle à perpétuité assortie d'une période de sûreté de 30 ans, ainsi qu'un suivi socio-judiciaire de 10 ans dans le cas où il sortirait de prison. L'avocat de David Ramault, reconnaissant l'extrême gravité des faits et les problèmes posés par la personnalité de son client demande seulement aux jurés de laisser un petit espoir à l'accusé en ne prononçant pas cette peine de sûreté maximale, notamment parce que Ramault a « aussi fait de bonnes choses au cours des dix-huit années précédant les faits ». David Ramault demande à se faire soigner en détention "non pas pour lui mais pour la société". 
Le 19 novembre 2021, la Cour d'assises du Nord condamne David Ramault à la réclusion criminelle à perpétuité. Par décision spéciale, la cour assortit cette peine d'une période de sûreté de 25 ans. Dans la foulée du verdict, l'avocat de Ramault annonce que son client ne souhaite pas faire appel et qu'il ne l'aurait pas fait quand bien même la peine eût été maximale.

## Hommages et réactions
Le 1er mai 2018, une marche blanche qui réunit des milliers de personnes est organisée en sa mémoire dans la petite ville de Wambrechies. Avant de participer à la marche blanche, un lâcher de ballons a été fait pour symboliser un message d'amour afin de balayer l'horreur,,. Après la marche, Anaïs, sœur aînée d'Angélique, fait un discours en remerciant les participants, ainsi que le garçon de 10 ans : celui qui a permis d'identifier le meurtrier. Un nouveau lâcher de ballons a eu lieu en fin d'après-midi,.
La famille et des amis ont créé le 15 mai 2018 l'Association Le Sourire d'Angélique, afin que le souvenir de la jeune fille perdure, et pour accompagner financièrement sa famille en s'associant à des événements grâce auxquels plusieurs personnalités rendent hommage à Angélique, dont le footballeur Neymar (la jeune fille était supportrice du PSG),, ou encore le chanteur Kendji Girac,,,.
À la suite du meurtre d'Angélique, la France relance le débat sur la surveillance des délinquants sexuels et récidivistes sexuels,,,,,.
Le maire de Marcq-en-Barœul, Bernard Gérard, a réagi également à cette affaire, ayant déjà été confronté en 2010 à ce genre de problèmes. Il souhaiterait connaître le fichier des délinquants sexuels de sa commune afin de mettre en place un numéro d'écoute spécial en cas de besoin. Le maire évoque aussi que la rétention de sûreté doit être automatique. Enfin, il propose la castration chimique pour les aider. cependant, énormément de psychiatres restent sceptiques face à de telle proposition.   
La famille d'Angélique s'exprime un an plus tard, à la suite d'une nouvelle marche blanche : « Notre vie a changé complètement. Il y a un vide. Toute notre vie on aura ce vide. »